# 愛のセレブレイション
「愛のセレブレイション」（原題：Tonight, I Celebrate My Love）は、ピーボ・ブライソンとロバータ・フラックのデュエットにより1983年に発表された楽曲。作詞・作曲はジェリー・ゴフィンとマイケル・マッサーにより、マッサーはプロデュースも担当した。

## 反響・影響
ブライソンとフラックのデュエット・アルバム『愛に生きて』からの第1弾シングルとしてリリースされ、両名の母国アメリカではBillboard Hot 100で16位、『ビルボード』のアダルト・コンテンポラリー・チャートで4位、R&Bシングル・チャートで5位を記録。また、全英シングルチャートでは14週トップ100入りして最高2位を記録し、フラックの関連シングルとしては3年ぶりの全英トップ10ヒットとなった。ノルウェーのシングル・チャートでは合計5週トップ10入りし、最高8位を記録。
日本ではブリヂストン「REGNO」、キリン「氷結」のコマーシャルソングに使用され、EMIミュージック・ジャパンから2010年に発売されたコンピレーション・アルバム『ロコ・モーション! TV HITS for Happy Days』にも収録された。
日本では小柳ルミ子と大澄賢也が結婚披露宴で踊った曲としても知られる。
本作は2015年、『デイリー・テレグラフ』紙によって「1980年代のベスト・ラヴ・ソング50」の一つに選出された。

## カヴァー
- ペリー・コモ - アルバム『Today』（1987年）に、「Tonight I Celebrate My Love for You」というタイトルで収録[12]。
- 小柳ルミ子 - 第39回NHK紅白歌合戦で歌唱[13]。
- 池田政典＆羽根田征子 - シングル『愛のセレブレイション』（1992年）に収録。